# Evangelos Zappas

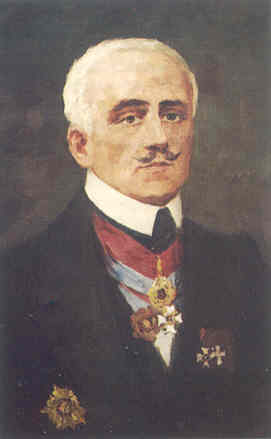
Evangelos Zappas (Gemälde, ca. 1860er-Jahre)

Evangelos Zappas (griechisch Ευαγγέλης Ζάππας; albanisch: Vangjel Zhapa; * 23. August 1800 in Labovë e Madhe, heute Albanien; † 19. Juni 1865 in Broşteni (Ialomiţa), heute Rumänien) war ein griechischer Kaufmann und Mäzen. Während der Griechischen Revolution nahm er an mehreren Schlachten teil und stieg zum Major auf. Nach der Unabhängigkeit Griechenlands ließ er sich in der Walachei nieder, wo er Vermögen anhäufte und zu einem der reichsten Männer Osteuropas wurde. 1859 finanzierte er die Durchführung der Olympien, die als Vorläufer der modernen Olympischen Spiele gelten. Darüber hinaus finanzierte er zahlreiche Institutionen und Schulen, aber auch Sporthallen und Ausstellungsgebäude.

## Leben
Evangelos Zappas wurde in Labovë e Madhe geboren, das heute zu Albanien gehört und damals unter der Herrschaft des Osmanischen Reiches stand. Er schloss sich als Söldner der Miliz von Ali Pascha an, wurde aber später Mitglied des patriotischen Geheimbundes Filiki Eteria und kämpfte in der 1821 ausgebrochenen Griechischen Revolution auf der Seite der Aufständischen. Er stieg in der Revolutionsarmee zum Major auf. Seine Beteiligung am Krieg verschaffte ihm in der Bevölkerung und bei angesehenen Persönlichkeiten den Ruf eines Helden.
1831 übersiedelte Zappas in die Walachei, wo er es in den folgenden zwei Jahrzehnten mit Handelsgeschäften zu großem Reichtum brachte. Obwohl er nicht mehr in Griechenland lebte, war es stets sein Bestreben, die Stärkung des griechischen Nationalbewusstseins zu fördern. Inspiriert durch den griechischen Dichter Panagiotis Soutsos, der im 1835 veröffentlichten Gedicht „Dialog der Toten“ die Olympischen Spiele der Antike lobpreiste, erkannte Zappas, dass die Wiederbelebung der Olympischen Spiele dem griechischen Volk zu Ruhm und Ehre gereichen könnte. Er unterbreitete deshalb 1856 dem griechischen König Otto I. einen Vorschlag, die Erneuerung der Olympischen Spiele zu verwirklichen.
Tatsächlich wurde 1858 eine Königliche Verfügung über die Durchführung der Olympien in Athen erlassen. Bei diesen Olympien handelte es sich um eine Kombination aus einer Ausstellung, in der die Produkte aus Griechenlands Schaffen gezeigt werden sollten, insbesondere die aus Industrie, Landwirtschaft und Viehzucht, und aus einer Veranstaltung mit verschiedenen sportlichen Wettkämpfen. Zappas übernahm die komplette Finanzierung der Olympien.

## Nachwirkung

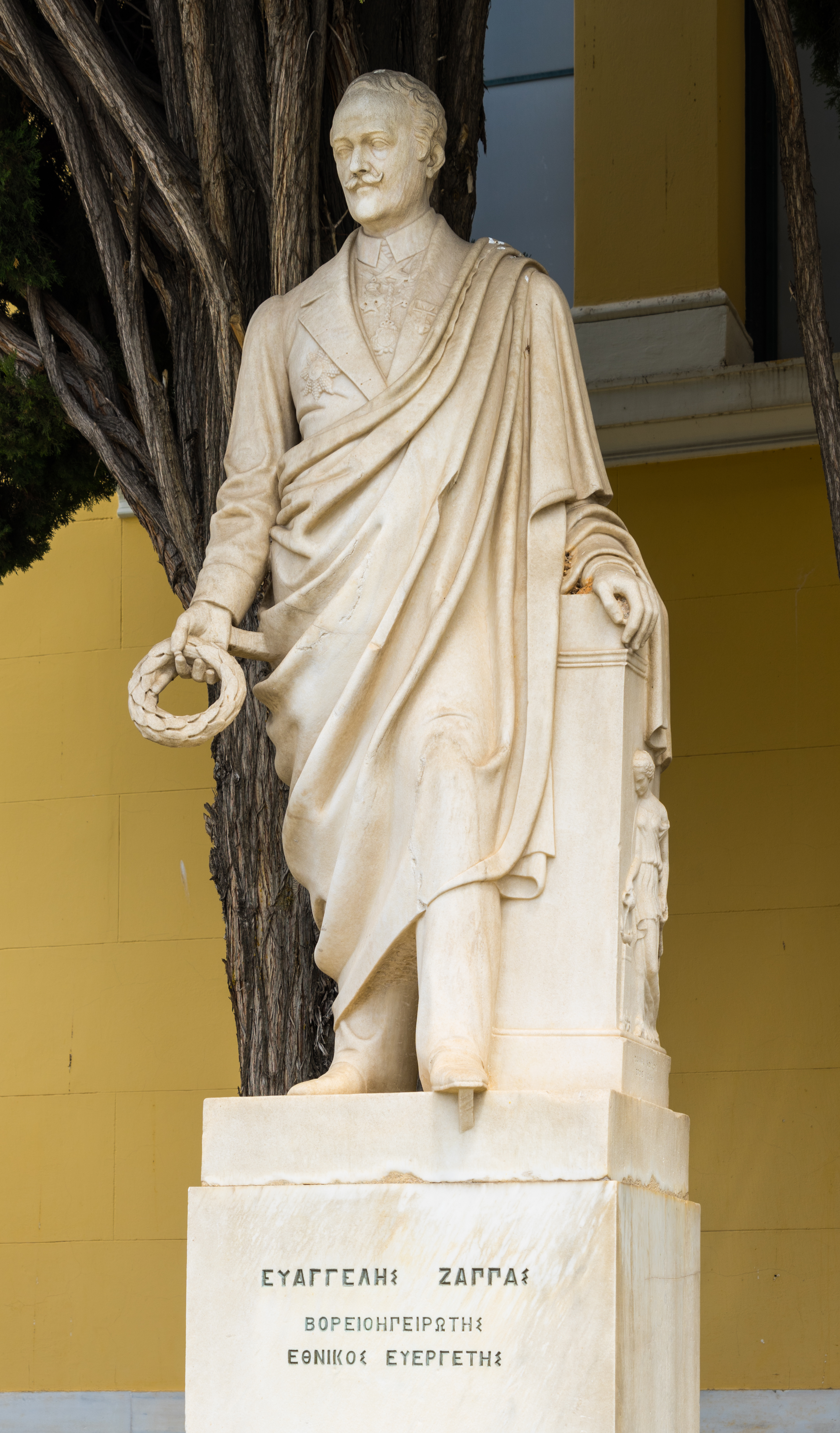
Statue von Evangelos Zappas vor dem Zappeion

Nach seinem Tod im Jahr 1865 hinterließ Zappas ein Testament, in dem er den größten Teil seines Vermögens dem Komitee der Olympien unter der Bedingung vermachte, geeignete Stätten für die Olympien zu errichten. 1870 und 1875 fanden die zweiten und dritten Olympien im Athener Panathinaikon-Stadion statt. Für die Olympien 1888 wurde nach mehrjähriger Unterbrechung der Bauarbeiten das nach ihm benannte Zappeion eröffnet, ein vielfach verwendbarer Bau für Ausstellungen, Messen und Sportveranstaltungen.
Der britische Arzt William Penny Brookes übernahm 1859 Teile des Programms der ersten Olympien und pries seine eigene Veranstaltung, die Wenlock Olympian Games, ebenfalls als Wiedergeburt der Olympischen Spiele an. Baron Pierre de Coubertin ließ sich sowohl von Zappas als auch von Brookes inspirieren und gründete 1894 das Internationale Olympische Komitee (IOC).
Neben seinem Engagement für die Wiederbelebung der Olympischen Spiele war Zappas auch als Mäzen bekannt, der mit großzügiger finanzieller Unterstützung den Bau zahlreicher Schulen, Bibliotheken und Museen ermöglichte. Eine große Geldsumme wurde bei der griechischen Nationalbank angelegt, um Stipendien für griechische Agronomiestudenten, die ihr Studium in Westeuropa fortsetzen wollten, zu finanzieren.